# Mořské plody

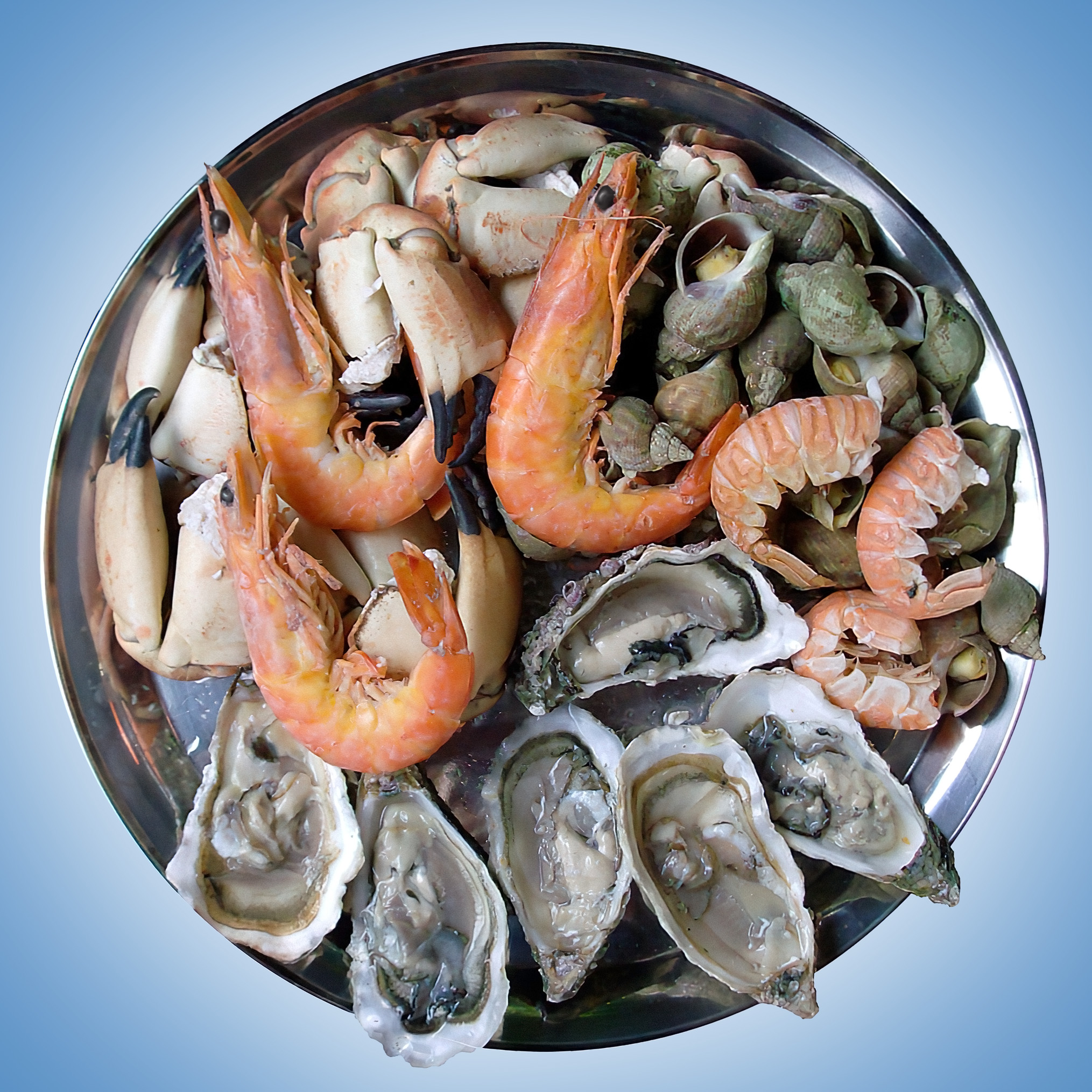
Mořské plody

Mořské plody, též plody moře nebo dary moře, jsou potraviny získávané z mořských živočichů. Mořské plody zahrnují ryby, měkkýše (hlavonožci a mlži), korýše (krevety a humrovití) a ostnokožce (sumýši a ježovky).
Někdy se tento pojem používá v užším významu jen pro maso mořských živočichů s výjimkou ryb.
V Evropě patří k nejběžněji konzumovaným "plodům moře" hlavonožci, mlži a korýši. Z hlavonožců jsou oblíbeny zejména kalamáry, což je nejčastěji maso olihně obecné nebo sépie obecné, krájené na charakteristická kolečka. Má poměrně tuhou konzistenci a jemnou chuť, hodí se hlavně na smažení nebo dušené směsi. Tuhé, ale chutné maso mají chobotnice, k využívaným druhům patří chobotnice pobřežní a menší chobotnice pižmová.
Z mlžů jsou nejběžněji konzumovány ústřice jedlé (za syrova, zejména jako předkrm) a slávky jedlé, používané hlavně k vaření a dušení. V přímořských oblastech se konzumují i další druhy mlžů, např. zaděnky, srdcovky, střenky, telínky, rozchlipky nebo hřebenatky.
Korýši, k nimž patří krevety, garnáti, scampi, krabi, langusty a humři mají vesměs jemné, delikátní maso, které je poměrně drahé, proto se často napodobuje poměrně levnou, barvenou směsí rybího a krabího masa, známou jako surimi, lidově zvanou "krabí tyčinky".
Mořští plži a ostnokožci jsou pojídáni ve větší míře pouze v přímořských oblastech, s výjimkou sumýšů ani nejsou předmětem komerčního lovu pro maso. Sumýši jsou oblíbeni v čínské a indonéské kuchyni, kde se z nich vaří polévky. Nejsou příliš chutní, ale tradiční čínská medicína jim připisuje léčivé vlastnosti.
Někdy se k mořským plodům v širším slova smyslu počítají i kytovci, ploutvonožci a mořské želvy.

## Zdravotní přínosy
Mořské plody obsahují řadu zdraví prospěšných vitamínů, zejména E, D, A a vitamíny řady B. Jejich pozitivní vliv na zdraví je podpořen také vysokým obsahem jódu a selenu. Jsou bohatým zdrojem omega-3 (n-3) polynenasycených mastných kyselin, a jejich konzumace má prokazatelně pozitivní účinky na zdraví, zejména jako prevence i léčba srdečně cévních onemocnění. Množství jednotlivých stopových prvků se může značně lišit, podle druhu a stáří živočicha, ročním období a také na prostředí, ve kterém žije.